# I. liga žen
La I. liga žen , dalla stagione 2024-2025 indicata come FORTUNA=LIGA per motivi di sponsorizzazione, è la massima serie del campionato ceco femminile di calcio ed è posto sotto l'egida della federazione calcistica ceca (FAČR).
La competizione, a cadenza annuale con inizio ad agosto e fine a giugno, viene disputata dal 1993.
Son dalla sua fondazione, il campionato è stato monopolizzato dalle due principali squadre di Praga, lo Sparta Praga, vincitore di 21 campionati, e lo Slavia Praga, che ne ha vinti 11.
Per la stagione 2024-2025 la I. liga žen è l'undicesimo campionato di calcio femminile in Europa secondo il secondo il coefficiente UEFA.

## Storia
La I. liga žen è nata nel 1993 a seguito della scissione della Cecoslovacchia come massima serie del campionato di calcio femminile della neonata Repubblica Ceca Il campionato ha visto un dominio dello Sparta Praga, che ha vinto le prime nove edizioni dal 1993-1994 al 2001-2002 e altri nove campionati consecutivi dal 2004-2005 al 2012-2013. Solamente lo Slavia Praga è riuscito a interrompere l'egemonia dello Sparta Praga, riuscendo a vincere complessivamente, al 2024-2025, undici campionati.

## Formato
Il campionato si compone di due fasi. La prima fase è un girone all'italiana di 8 squadre con 7 gare di andata e 7 di ritorno per un totale di 14 giornate. Il sistema di assegnazione del punteggio prevede 3 punti per la squadra vincitrice dell'incontro, 1 punto a testa in caso di pareggio e nessun punto per la squadra sconfitta. Al termine della prima fase le otto squadre sono suddivise in due gruppi: nel gruppo che compete per la vittoria del campionato accedono le prime quattro classificate, mentre nel gruppo che compete per evitare la retrocessione accedono le squadre classificate dal quinto all'ottavo posto nella prima fase. La prima classificata del gruppo che compete per il titolo vince il campionato, è campione della Repubblica Ceca ed accede alla UEFA Women's Champions League della stagione successiva. Per la stagione 2015-2016 anche la seconda classificata accede alla UEFA Women's Champions League 2016-2017. L'ultima classificata nel gruppo che compete per la salvezza retrocede in II. liga žen.

## Le squadre

### Organico attuale
Alla stagione 2024-2025 hanno partecipato le seguenti otto squadre:
- Lokomotiva Brno Horní Heršpice
- Pardubice
- Praga
- Slavia Praga
- Slovácko
- Slovan Liberec
- Sparta Praga
- Viktoria Plzeň

## Albo d'oro
- 1993-1994  Sparta Praga (1º)
- 1994-1995  Sparta Praga (2º)
- 1995-1996  Sparta Praga (3º)
- 1996-1997  Sparta Praga (4º)
- 1997-1998  Sparta Praga (5º)
- 1998-1999  Sparta Praga (6º)
- 1999-2000  Sparta Praga (7º)
- 2000-2001  Sparta Praga (8º)
- 2001-2002  Sparta Praga (9º)
- 2002-2003  Slavia Praga (1º)
- 2003-2004  Slavia Praga (2º)
- 2004-2005  Sparta Praga (10º)
- 2005-2006  Sparta Praga (11º)
- 2006-2007  Sparta Praga (12º)
- 2007-2008  Sparta Praga (13º)
- 2008-2009  Sparta Praga (14º)
- 2009-2010  Sparta Praga (15º)
- 2010-2011  Sparta Praga (16º)
- 2011-2012  Sparta Praga (17º)
- 2012-2013  Sparta Praga (18º)
- 2013-2014  Slavia Praga (3º)
- 2014-2015  Slavia Praga (4º)
- 2015-2016  Slavia Praga (5º)
- 2016-2017  Slavia Praga (6º)
- 2017-2018  Sparta Praga (19º)
- 2018-2019  Sparta Praga (20º)
- 2019-2020  Slavia Praga (7º)
- 2020-2021  Sparta Praga (21º)
- 2021-2022  Slavia Praga (8º)
- 2022-2023  Slavia Praga (9º)
- 2023-2024  Slavia Praga (10º)
- 2024-2025  Slavia Praga (11º)

## Statistiche

### Titoli per squadra
| Squadra      | Titoli | Anni |
| ------------ | ------ | --- |
| Sparta Praga | 21     | 1993-1994, 1994-1995, 1995-1996, 1996-1997, 1998-1999, 1999-2000, 2000-2001, 2001-2002, 2004-2005, 2005-2006, 2006-2007, 2007-2008, 2008-2009, 2009-2010, 2010-2011, 2011-2012, 2012-2013, 2017-2018, 2018-2019, 2020-2021 |
| Slavia Praga | 11     | 2002-2003, 2003-2004, 2013-2014, 2014-2015, 2015-2016, 2016-2017, 2019-2020, 2021-2022, 2022-2023, 2023-2024, 2024-2025 |